# Hendecourt-lès-Ransart
Hendecourt-lès-Ransart is een gemeente in het Franse departement Pas-de-Calais (regio Hauts-de-France) en telt 118 inwoners (2009). De plaats maakt deel uit van het arrondissement Arras.

## Geografie
De oppervlakte van Hendecourt-lès-Ransart bedraagt 2,2 km², de bevolkingsdichtheid is dus 53,6 inwoners per km².
De onderstaande kaart toont de ligging van Hendecourt-lès-Ransart met de belangrijkste infrastructuur en aangrenzende gemeenten.

## Demografie
Onderstaande figuur toont het verloop van het inwonertal (bron: INSEE-tellingen).